# Andriy Chevtchenko
Pour les articles homonymes, voir Shevchenko.
Andriy Mykolaïovytch Shevchenko (en ukrainien : Андрі́й Микола́йович Шевче́нко), également écrit sous la forme Andriy Chevtchenko, né le 29 septembre 1976 à Dvirkivchtchyna (en URSS, dans l'actuelle Ukraine), est un footballeur international ukrainien évoluant au poste d'attaquant, devenu entraîneur puis homme politique.
Meilleur buteur ukrainien de l'histoire, considéré comme l'un des meilleurs attaquants de sa génération, Shevchenko est le cinquième meilleur buteur de l'histoire des compétitions européennes avec 67 buts et le septième meilleur buteur de l'histoire de la Ligue des champions avec 59 buts, en 143 matchs européens toutes compétitions confondues[réf. nécessaire].
Formé au Dynamo Kiev, il y joue de 1994 à 1999 et de 2009 à 2012. Il y remporte notamment cinq championnats et trois coupes d'Ukraine. Sur le plan individuel, il est meilleur buteur de la Ligue des champions et le meilleur buteur du championnat d'Ukraine en 1999. Avec 124 buts, il est le quatrième meilleur buteur de l'histoire du Dynamo Kiev derrière Oleg Blokhine, Sergueï Rebrov et Maksim Shatskikh.
Joueur de l'AC Milan de 1999 à 2006 puis en 2008-2009, il remporte notamment la Ligue des champions en 2003 et le championnat d'Italie en 2004, année où il est élu Ballon d'or. Deux fois capocannoniere (meilleur buteur du Calcio), en 2000 et 2004, il est aussi meilleur buteur de la Ligue des champions en 2006. Chevtchenko est le deuxième meilleur buteur de l'histoire du club avec 175 buts derrière le Suédois Gunnar Nordahl et le meilleur buteur de l'histoire du derby de la Madonnina avec 14 buts. Il inscrit un total de 127 buts en Serie A.
Sélectionné en équipe nationale de 1995 à 2012, Chevtchenko en est le meilleur buteur et le joueur le plus capé (avec 48 buts en 111 sélections).
Le 28 juillet 2012, Chevtchenko annonce qu'il prend sa retraite sportive et qu'il se consacre à la politique. Il ne rompt néanmoins pas avec le football puisqu'il devient, de 2016 à 2021, le sélectionneur de l'équipe d'Ukraine. En janvier 2024, il est élu président de l'Association ukrainienne de football.

## Biographie

### Jeunesse
Né à Dvirkivchtchyna, Andriy Mykolaïovytch Chevchenko a neuf ans lors de la catastrophe de Tchernobyl en avril 1986. Son village, non loin de Tchernobyl, est contaminé, par conséquent, lui et sa famille doivent abandonner leur maison pour se reloger sur la côte afin d'échapper aux effets de la radioactivité.

### Dynamo Kiev (1986-1999)
En 1986, Andriy Chevtchenko entre à l'école du Dynamo Kiev après avoir été repéré un an plus tôt par un technicien du club, Alexander Chpakov. Petit à petit, Chevtchenko s'impose dans les équipes de jeunes pour en devenir titulaire en attaque, recevant au passage de nombreux titres dans des tournois de jeunes au point que des émissaires italiens le suivent après une compétition près de Naples. En 1990, alors que l'Ukrainien participe à un tournoi, l'ancien attaquant de Liverpool, Ian Rush, lui offre l'une de ses paires de crampons pour le récompenser de ses talents de buteur.

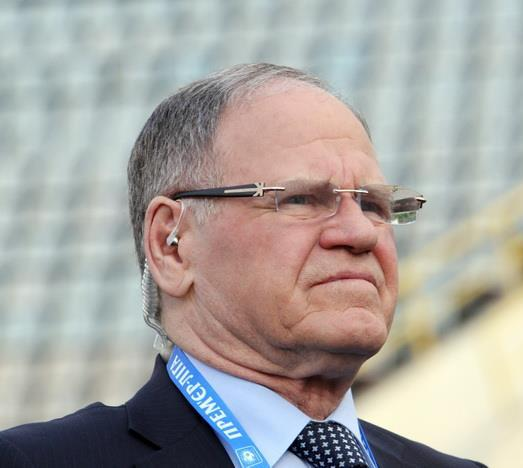
József Szabó lance Chevtchenko en professionnel.

Andriy Chevtchenko débute en équipe première du Dynamo Kiev le 20 octobre 1994 contre le Chakhtior Donetsk lancé par József Szabó. Un mois plus tard, il dispute son premier match en Ligue des champions. Il inscrit son premier but en championnat le 1er décembre de la même année contre Dniepr Dniepropetrovsk et en Ligue des champions le 7 décembre contre le Bayern Munich (1-4).
Rapidement appelé en sélection ukrainienne, le 25 mars 1995 contre la Croatie dans le cadre des éliminatoires de l'Euro 1996, il inscrit son premier but en sélection en mai 1996 contre la Turquie en match amical.
Chevtchenko connaît avec son club de nombreux succès sur le plan national : cinq Championnats d'Ukraine consécutifs (1995-1999), deux Coupes d'Ukraine, meilleur buteur du championnat en 1999 (18 buts). Sur le plan européen, il se fait connaître lors de la Ligue des champions 1997-1998 grâce à un triplé réalisé le 5 novembre 1997 contre le FC Barcelone au Camp Nou qui permet au Dynamo Kiev de remporter le match 4-0. Le Dynamo va jusqu'en quarts de finale mais tombe lourdement face au futur finaliste, la Juventus (1-1, 1-4).
Lors de la saison suivante, Chevtchenko inscrit 33 buts en 44 matchs dont 18 buts en 26 matchs de championnat, 5 en 4 matchs de coupe d'Ukraine et 10 en 14 matchs de Coupe d'Europe. Il quitte le Dynamo et rejoint le Milan AC pour près de 25 millions de dollars.

### AC Milan (1999-2006)

#### Arrivée remarquée (1999-2001)

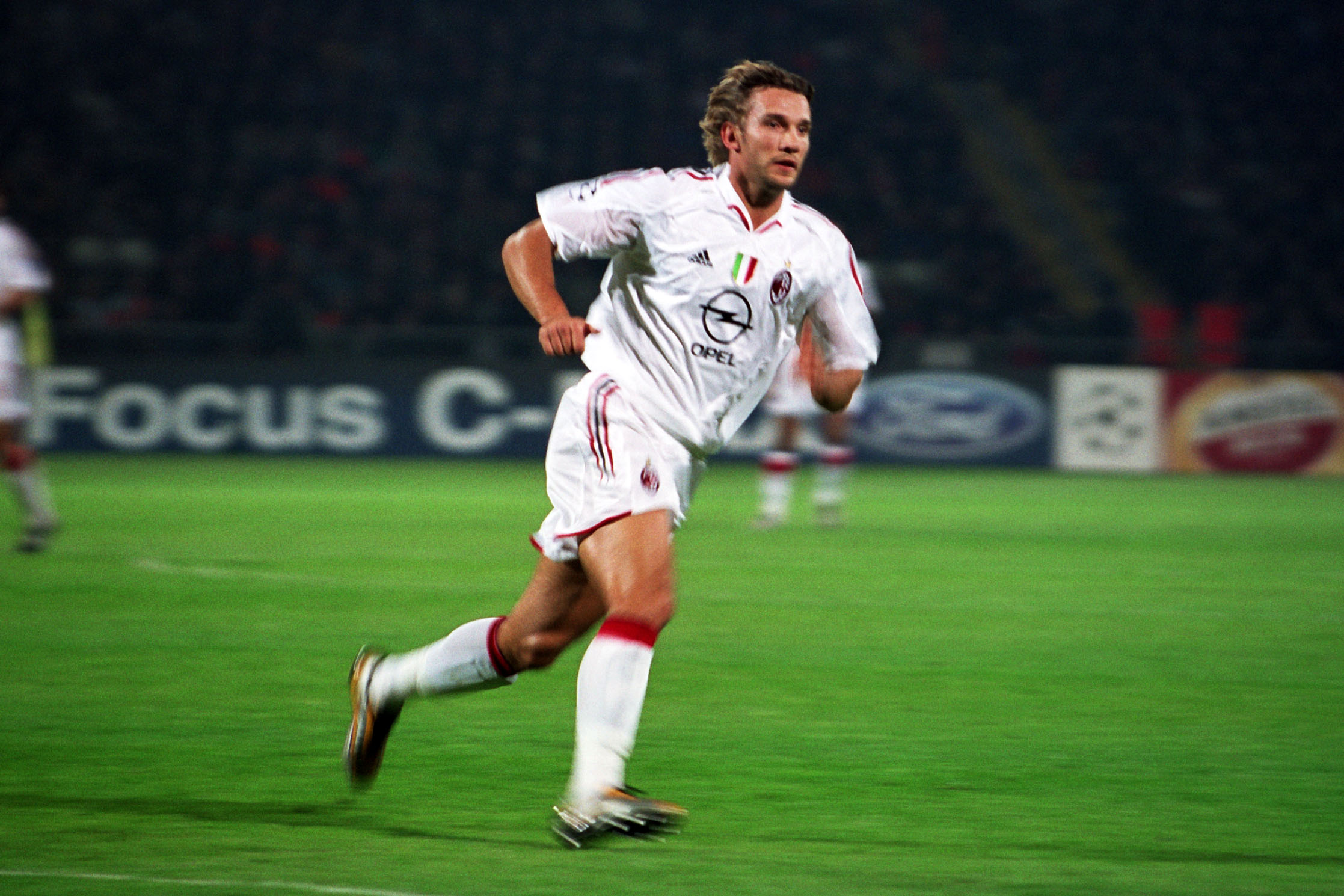
Chevtchenko sous le maillot du Milan AC en 2004.

Andriy Chevtchenko fait ses débuts sous les couleurs de l'AC Milan le 28 août 1999 face à l'US Lecce au cours duquel il marque son premier but en Serie A (2-2 score final). Lors de la seconde journée, il marque son premier but à San Siro contre l'AC Pérouse (victoire 3-1 du Milan). Lors de la cinquième journée, Chevtchenko marque son premier triplé face à la Lazio Rome au Stade olympique de Rome lors d'un match nul quatre buts partout. Il marque son premier but européen avec Milan contre Galatasaray, son vingtième but européen depuis le début de sa carrière. Chevtchenko marque son premier but dans le Derby de la Madonnina lors d'une victoire 2 buts à 1 lors de la 7e journée. En Coupe d'Italie, Milan affronte en quarts de finale le rival historique, l'Inter de Milan mais Milan tombe (2-3, 1-1) malgré les trois buts de Chevchenko. Au mois de décembre 1999, Chevchenko finit troisième au Ballon d'or derrière Rivaldo et David Beckham. Lors de sa première saison, Chevtchenko inscrit 29 buts en 43 matchs dont 24 buts en 32 matchs de Série A, quatre buts en autant de parties de Coupe d'Italie et un but en six matchs de Ligue des champions. Chevtchenko rentre dans l'histoire de la Serie A en devenant le neuvième joueur de l'histoire du championnat à finir Capocannoniere dès sa première saison après des joueurs comme Giuseppe Meazza et Michel Platini.
Lors de la saison suivante, Chevtchenko permet à Milan de se qualifier pour la phase de poule de la C1 en marquant quatre buts en deux matchs lors des victoires contre le Dinamo Zagreb (3-1, 3-0) à l'occasion du troisième tour de qualification. Au mois de décembre 2000, il finit à nouveau troisième du Ballon d'or derrière Luís Figo et Zinédine Zidane. Lors de le 30e journée, le Milan 2000-2001 rentre dans l'histoire du derby milanais en remportant la plus large victoire lors d'un derby (6-0), au cours de laquelle Chevtchenko inscrit un doublé.

#### Le plein de trophées (2001-2004)
Shevchenko s'illustre dès la première journée de la saison 2001-2002, le 26 août 2001, en marquant un but face au Brescia Calcio. Les deux équipes se neutralisent ce jour-là (2-2 score final). Contre le Bate Borisov, Chevtchenko inscrit son premier but de sa carrière en Coupe de l'UEFA lors d'une victoire 2-0. Contre le CSKA Sofia, il marque son trentième but européen en cinquante matchs depuis le début de sa carrière en 1994. Lors de la quatorzième journée de championnat, Chevtchenko inscrit un but d'anthologie face à la Juventus Turin : après avoir récupéré la balle au centre du terrain, il dribble deux défenseurs avant de tirer dans un angle fermé en pleine lucarne.
En août 2002, Andriy Chevtchenko se fait opérer à Anvers au genou gauche. Lors de la finale de la Ligue des champions face à la Juventus, Chevtchenko marque son tir-au-but et permet au Milan AC de remporter sa sixième C1, la première pour lui. Le Milan remporte aussi la Coupe d'Italie en battant l'AS Roma (4-1, 2-2), Chevtchenko inscrit le quatrième but de la rencontre du match aller.
Lors de la Supercoupe de l'UEFA 2003, Chevtchenko permet au Milan AC de remporter sa quinzième coupe d'Europe en marquant de la tête le seul but de la rencontre face au FC Porto de José Mourinho. Il est élu homme du match. Lors de la dixième journée de championnat, il inscrit ses centième et cent-unième buts avec Milan lors de la victoire face au Chievo (2-0). En décembre 2003, Chevtchenko finit quatrième du Ballon d'or derrière Nedved, Thierry Henry et Paolo Maldini. Lors de la 32e journée de Serie A, le Milan peut être champion s'il bat l'AS Roma, son dauphin. Au bout d'une minute, Kaká sert Chevtchenko qui marque de la tête. Le score en reste là, Milan est champion d'Italie pour la 17e fois de son histoire et Chevtchenko remporte son premier Scudetto. Lors des deux dernières journées, Chevtchenko inscrit deux nouveaux buts de son 3e pied sur sa tête et finit pour la seconde fois meilleur buteur du championnat après celui de 2000.

#### Ballon d'or et buteur européen (2004-2006)
Lors de la Supercoupe d'Italie 2004 face à la Lazio de Rome, Chevtchenko inscrit son troisième triplé depuis son arrivée, le premier à San Siro, et permet à son équipe de l'emporter (3-0). Lors de la quatrième journée de championnat, Chevtchenko devient le cinquième meilleur buteur de l'histoire du Milan en dépassant Marco van Basten avec 125 buts contre 124. En décembre 2004, Chevtchenko reçoit la récompense individuelle suprême, le Ballon d'or et devient le troisième joueur ukrainien après Oleg Blokhine et Igor Belanov à recevoir ce prix. De plus, il termine troisième meilleur joueur UEFA derrière Ronaldinho et Thierry Henry. En finale de la Ligue des champions, le Milan AC est à nouveau poussé jusqu'au tirs-au-but par Liverpool. Jerzy Dudek arrête le penalty de « Cheva » et Liverpool est champion d'Europe.
La saison suivante, lors de la cinquième journée de Serie A, Chevtchenko inscrit sur penalty son 150e but depuis son arrivée en Lombardie. À onze longueurs de José Altafini le troisième meilleur buteur de l'histoire du Milan et à 14 longueurs de Giovanni Rivera second meilleur buteur du club mais à 71 buts de Nordahl, le recordman. Le 25 novembre 2005, Chevtchenko rentre dans l'histoire de la Ligue des champions de l'UEFA en devenant le premier joueur à inscrire un quadruplé à l'extérieur face aux Turcs de Fenerbahçe lors de la victoire 4-0. Lors de la quinzième journée de Serie A, Chevtchenko rentre dans l'histoire du Derby de la Madonnina en marquant sur penalty son quatorzième but lors du derby milanais, devenant le seul meilleur buteur du derby à une longueur de Giuseppe Meazza. Lors de la 24e journée, il égale puis dépasse Rivera en marquant un doublé contre le Treviso pour devenir le second meilleur buteur rossonero avec 165 buts, à 56 buts de Nordahl. De plus, Chevtchenko finit pour la seconde fois meilleur buteur de la Ligue des champions après 1999.
Après sept saisons à Milan, Chevtchenko quitte son club pour rejoindre le Chelsea FC pour près de 45 M€.

### Chelsea FC (2006-2009)

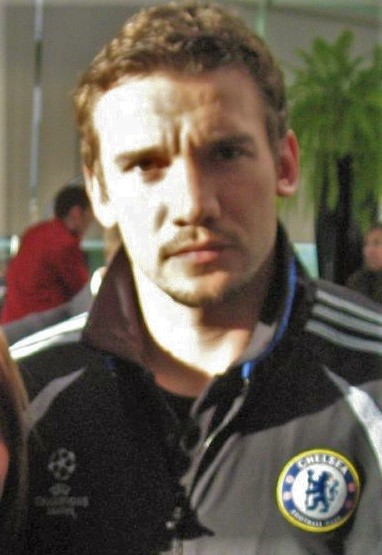
Chevtchenko avec Chelsea en février 2007.

Chelsea FC avait déjà proposé un transfert au Milan AC pour acquérir Chevtchenko à la demande de son président russe Roman Abramovitch durant l'été 2004. Celui-ci n'avait pas hésité à mettre sur la table 50 millions de livres sterling et un échange avec l'attaquant argentin Hernán Crespo, puis une somme de 85 millions de livres. L'AC Milan les avait refusés mais avait pris Crespo en prêt. Deux ans plus tard le 11 mai 2006, Chevtchenko déclare son souhait de quitter le club à la grande surprise des supporteurs milanais qui décident alors de tout faire pour que l'attaquant ukrainien reste au club. Deux semaines plus tard, le site de Chelsea FC annonce la signature de l'Ukrainien pour une somme, selon les médias, d'environ 45 millions d'euros, ce qui en fait le transfert le plus cher de l'histoire du football anglais.

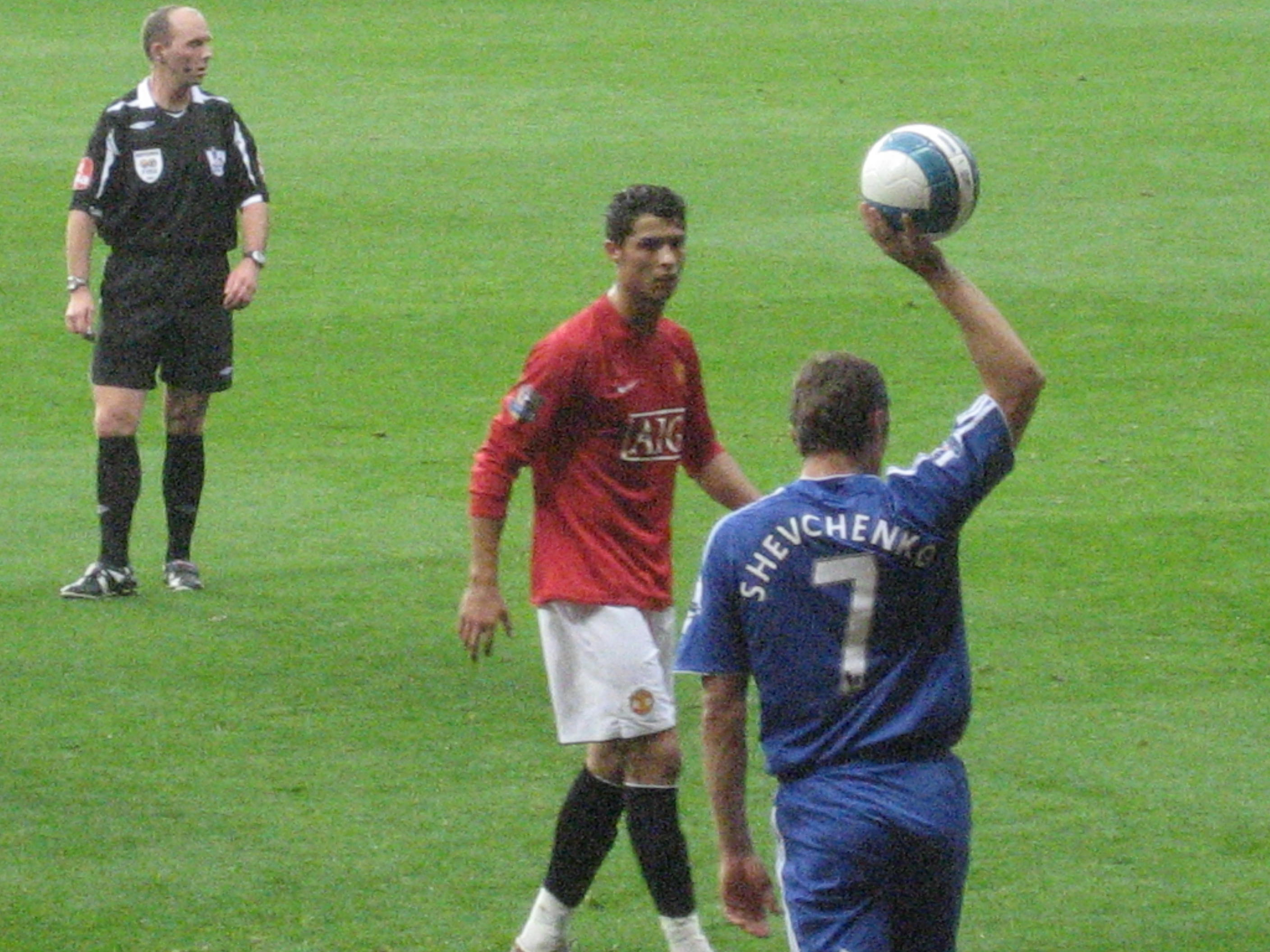
Avec Chelsea, Chevtchenko croise notamment Cristiano Ronaldo.

Chevtchenko rejoint son nouveau club après la coupe du monde 2006, au cours de laquelle la sélection atteint les quarts-de-finale battue par les futurs champions du monde italiens. Le 13 août 2006, il inscrit son premier but sous ses nouvelles couleurs contre Liverpool FC durant le Community Shield (match que Chelsea perdra 2-1). En revanche, en championnat il connaît quelques difficultés malgré son premier but inscrit dès la deuxième journée le 23 août 2006 contre Middlesbrough FC. Ses débuts sont difficiles et la presse, à partir de janvier 2007, n'hésite pas à spéculer sur un retour possible de Chevtchenko au Milan AC, rumeur qu'il dément aussitôt. Sa saison ne sera pas très prolifique puisqu'en 30 matchs de Championnat, l'Ukrainien n'inscrit que quatre petits buts.
Soutenu par le Président Roman Abramovitch durant sa première saison qui imposait à l'entraîneur de le faire jouer malgré des statistiques peu élevées, l'attaquant des Blues se voit cantonné au banc de touche pour la deuxième. Le Président de Chelsea ne peut plus faire titulariser l'Ukrainien au vu de son inefficacité en Angleterre. Début avril 2008, les rumeurs de retour refont surface et sont de plus en plus fondées puisqu’il commence à se lasser de son statut de joker de luxe avec Chelsea FC (seulement 8 fois titulaire sur la saison 2007-2008). Il ne jouera que 17 rencontres de Premier League pour 5 buts.

#### Retour au Milan AC en prêt (2008-2009)
Le 23 août 2008, l'AC Milan et le Chelsea FC annoncent sur leurs sites respectifs qu'un accord a été trouvé pour que l'attaquant ukrainien retourne en Italie, sans toutefois préciser les conditions de cette transaction, spécifiant même que celles-ci resteraient confidentielles.
Le 11 juin 2009, le vice-président du club de l'AC Milan, Adriano Galliani, s'est exprimé au sujet de Chevtchenko en affirmant qu'il ne serait pas conservé et ne ferait donc plus partie du groupe la saison prochaine. En effet, Chevtchenko n'est plus celui que l'on attendait.
Il récolte un bilan très maigre de sa saison : il n'est titularisé que très rarement et ne marque que deux petits buts : contre le FC Zurich en Ligue Europa et en Coppa Italia contre la SS Lazio. De plus, face à la forte concurrence en attaque, Chevtchenko n'a pu que très peu s'exprimer durant cette saison où il est barré par Alexandre Pato, Filippo Inzaghi, voire Ronaldinho.

### Fin de carrière au Dynamo Kiev

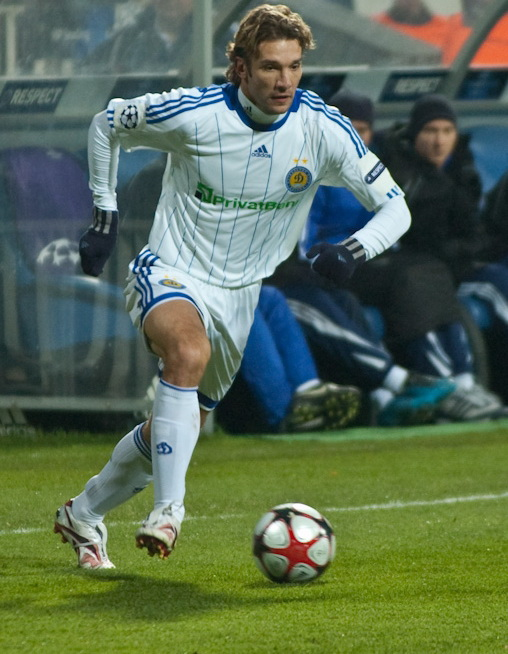
Chevtchenko sous les couleurs du Dynamo en 2009.

Dix ans après son départ en Lombardie en 1999, il retourne dans son club formateur pour un contrat de deux ans. Lors de son premier match depuis son retour au Dynamo Kiev, Chevtchenko rentre après la pause. Alors que le score est de 2-1 pour le Dynamo, il provoque un penalty à la 94e minute qu'il se charge de transformer. Il se fait remarquer le 14 avril 2010 en réalisant un doublé lors de la victoire de son équipe face au FK Obolon Kiev en championnat (0-4 pour le Dynamo score final). Le Dynamo termine second du Championnat derrière le Chakhtar Donetsk et Chevtchenko finit la saison avec 8 buts en 29 matchs toutes compétitions confondues.

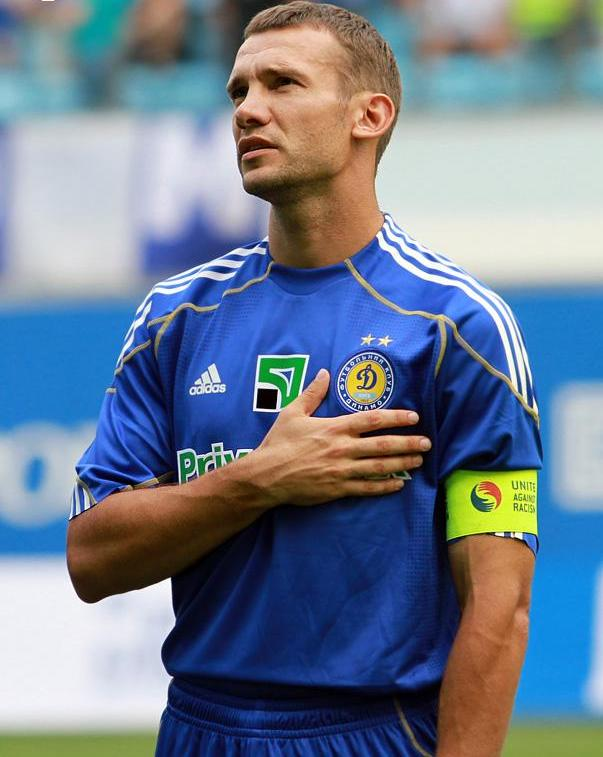
Andriy Shevchenko avec le Dynamo Kiev

La saison suivante, le Dynamo affronte le KAA La Gantoise au troisième tour de la Ligue des champions. Le Dynamo se qualifie facilement pour les barrages de la LDC 6-1 au score cumulé (3-0,3-1). Chevtchenko inscrit un but et fait une passe décisive au match aller. Il devient par la même occasion, le troisième meilleur buteur en Coupe d'Europe avec 63 buts. Reversé en Ligue Europa, lors des quarts de finale, le Dynamo affronte le Sporting Clube de Braga. Au match aller à Kiev, Chevtchenko, rentré à la mi-temps reçoit deux cartons jaunes. C'est le premier carton rouge de sa carrière et Braga se qualifie au match retour 0-0, grâce à la règle du but à l'extérieur. En Championnat, le Dynamo termine de nouveau derrière le Chakhtar Donetsk. Chevtchenko a inscrit 10 buts en 18 matchs de championnat.
Lors de la sixième journée du championnat 2011-2012, Chevtchenko se fracture la mâchoire et est absent plusieurs semaines. Il fait son retour le 11 septembre 2011, lors de la victoire du Dynamo 3 buts à 1 contre l'Illichovets Marioupol à l'occasion de la 9e journée. Chevtchenko, lors de la 27e journée, marque son 218e but en championnat ukrainien de sa carrière et dépasse Oleg Blokhine pour devenir le meilleur buteur de toute l'histoire de l'Union soviétique et l'Ukraine indépendante. Il offre ensuite la victoire au Dynamo lors de la 28e journée (1-0) et devient le septième meilleur buteur de l'histoire du championnat d'Ukraine avec 83 buts. Mais le Dynamo est une nouvelle fois deuxième. Chevtchenko a fini la saison avec 6 buts en 22 matchs.
Andriy Chevtchenko marque 124 buts en 249 matchs sous le maillot du Dynamo Kiev dont 83 buts en 172 matchs de championnat, 17 buts en 27 matchs de coupe d'Ukraine et 25 buts en 51 matchs de Coupe d'Europe.

### En équipe nationale (1995-2012)

#### Échecs dans les qualifications (1995-2005)
Andriy Chevtchenko fait ses débuts en sélection ukrainienne le 25 mars 1995 contre la Croatie lors d'une lourde défaite 4 à 0, à l'occasion d'un match de qualification pour l'Euro 1996. Il inscrit son premier but le 1er mars 1996 contre la Turquie en match amical perdu 3-2, lors sa quatrième sélection. Lors des éliminatoires au Mondial 1998, Chevtchenko inscrit trois buts mais l'Ukraine termine deuxième de son groupe et se qualifie donc pour les barrages. Ils y affrontent la Croatie et sont éliminés (2-0, 1-1). Chevtchenko marque le but au retour, son quatrième en treize sélections.
Lors des éliminatoires pour l'Euro 2000, l'Ukraine est dans le groupe du champion du monde en titre, la France. L’Ukraine termine second derrière la France mais se fait éliminer au barrage par la Slovénie (2-1,1-1) où Chevtchenko inscrit le but ukrainien à l'aller, son huitième but avec l'Ukraine.
Le 7 octobre 2000, il réalise son premier doublé en sélection, face à l'Arménie. Il permet ainsi à son équipe de s'imposer par trois buts à deux.
Lors des éliminatoires pour la Coupe du monde 2002, l'Ukraine termine encore deuxième de son groupe. Sur les treize buts marqués, neuf le sont par Chevtchenko. Pour les barrages, l'Ukraine affronte l'Allemagne. Au match aller, l'Ukraine fait 1-1. Mais au retour, ils s'inclinent lourdement 4-1, Chevtchenko inscrit son dixième but à la 90e minute, lors de ces éliminatoires pour sauver l'honneur. Il termine meilleur buteur européen des éliminatoires et en est alors à 19 buts en 41 sélections.
Lors des éliminatoires de l'Euro 2004, l'Ukraine termine troisième de son groupe et Chevtchenko inscrit quatre buts lors de ses qualifications, il en est 22 but en cinquante sélections.

#### Première Coupe du monde (2004-2006)

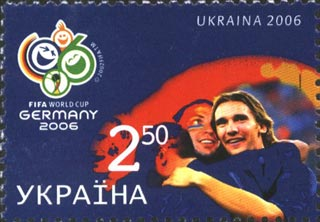
Shevchenko sur un timbre pour la Coupe du monde 2006.

Lors des éliminatoires du Mondial 2006, l'Ukraine est dans un groupe homogène. Grâce notamment aux six buts de Chevtchenko, l'Ukraine se qualifie enfin pour une compétition internationale après les trois échecs dans les barrages. L’Ukraine est même le premier européen qualifié pour le mondial. Chevtchenko réalise enfin son rêve de participer à une Coupe du monde. Il inscrit depuis ses débuts avec l'Ukraine, 28 buts en 63 sélections dont 20 lors des éliminatoires.
Lors de la Coupe du monde 2006, l'Ukraine tombe dans le groupe de l'Espagne, de la Tunisie et de l'Arabie saoudite. Lors du premier match, Chevtchenko était incertain mais joue quand même. Les Ukrainiens s'inclinent lourdement face aux Espagnols (4-0). Pour le deuxième match, ils se rattrapent contre les Saoudiens en gagnant 4-0. À cette occasion, Chevtchenko inscrit son premier but et sur le quatrième but ukrainien, est auteur d'une passe décisive. Lors du troisième match face aux Tunisiens, l'Ukraine s'impose 1-0, grâce à un penalty de Chevtchenko. Son 31e but en 67 sélections. En huitième de finale, face à la Suisse, ils s'imposent aux tirs au but (3-0) bien que Chevtchenko ait raté son penalty. L’Ukraine perd en quart de finale face aux futurs champions du monde, l'Italie (3-0).

#### Nouveaux échecs et dernière compétition à domicile

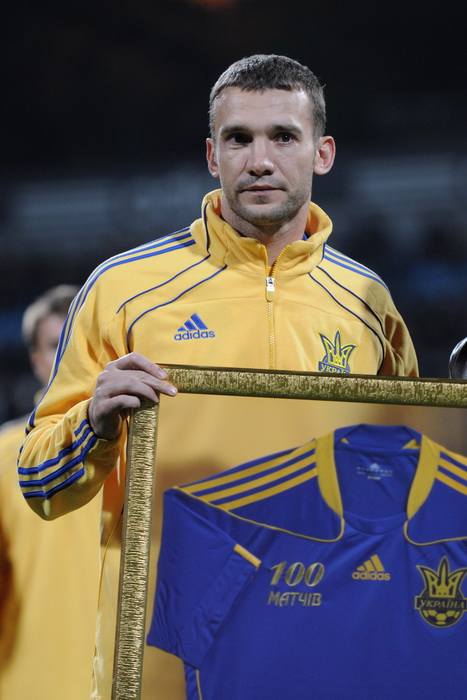
Shevchenko recevant un maillot lors de sa.

Lors des Éliminatoires de l'Euro 2008, l'Ukraine est dans un groupe relevé qui comprend notamment les deux finalistes du dernier mondial. Les Ukrainiens terminent quatrième malgré les cinq buts de Chevtchenko, qui a inscrit 36 buts en 79 sélections dont 32 en matchs officiels. Lors des Éliminatoires de la Coupe du monde 2010, l'Ukraine termine deuxième et Chevtchenko inscrit six buts. Avec 26 buts, il est le meilleur buteur européen de l'histoire des éliminatoires de la Coupe du monde. Aux barrages, ils affrontent la Grèce. Mais pour la troisième fois, lors d'un barrage d'une Coupe du monde, l'Ukraine s'incline (0-0, 1-0). Chevtchenko est en pleurs à la fin du match. En 92 sélections, il inscrit 43 buts. Le 9 octobre 2010 face au Canada, Chevtchenko devient le premier joueur ukrainien à atteindre la barre des 100 sélections. Il est rejoint trois jours plus tard par Anatoly Timochtchouk.

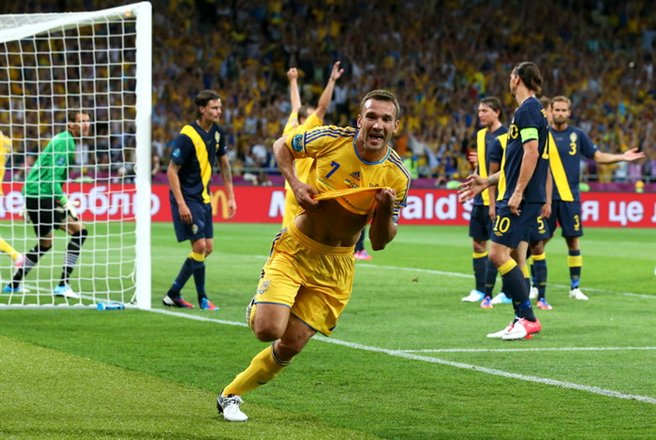
Shevchenko fêtant son dernier but en sélection face à la Suède lors de l'Euro 2012.

Pour l'Euro 2012, en tant que pays organisateur avec la Pologne, l'Ukraine est directement qualifiée. Chevtchenko victime de longues blessures espère jouer sa dernière compétition avec la sélection. Oleg Blokhin le sélectionne dans une pré-liste de 26 joueurs dont seuls trois ne participeront pas à l'Euro. Le 28 mai 2012 contre l'Estonie en match amical, il rentre à la mi-temps et fait une passe décisive lors d'une victoire 4 buts à 0. Le 29 mai, Blokhine sélectionne Chevtchenko dans les 23 Ukrainiens qui participent à l'Euro 2012. Le 11 juin, pour le premier match de l'Ukraine face à la Suède, Chevtchenko marque deux buts de la tête offrant ainsi la victoire à son équipe 2-1. Âgé de  35 ans et 256 jours, il devient alors le deuxième buteur le plus âgé d'une phase finale d'Euro après l'Autrichien Ivica Vastić et le joueur le plus âgé à réaliser un doublé en phase finale d'un Euro. Après deux défaites, l'Ukraine ne sort pas de la phase de poule et Chevtchenko annonce qu'il prend sa retraite internationale.
Il est aujourd'hui le meilleur buteur de l'histoire de l'Ukraine avec 48 buts et le deuxième joueur le plus capé avec 111 sélections derrière Anatoly Timochtchouk.

## Style de jeu: buteur complet
Chevtchenko est un attaquant extrêmement complet, rapide, très bon des deux pieds bien qu'étant droitier. Il possède une bonne panoplie technique en plus d'avoir un très bon jeu de tête. Il est capable de s'adapter en fonction de son équipe, aussi bien avec une équipe habituée à avoir le ballon comme le Milan AC ou avec une équipe qui joue en contre comme l'Ukraine. Chevtchenko est aussi réputé pour avoir un très bon mental, comme en témoignent ses nombreux buts dans des grands rendez-vous, à l'instar de ses 18 buts en phase finale de LDC et  de ses 14 buts dans le derby milanais.
Le jeu d'Andreï Chevtchenko est fait de fluidité, technique et spontanéité. Grâce à un jeu fait de feintes et courtes accélérations, il excelle dans les espaces réduits. Complet, il s'avère aussi efficace quand il bénéficie d'espace et part de loin. Plus adroit que puissant dans ses frappes de balle, il se charge généralement des penalties en club ainsi que des coups francs près du but en sélection.
Sa qualité principale est l'explosivité, sur quatre ou cinq mètres, Chevtchenko trouve peu de rivaux. Tonique et vif, il aime utiliser le double démarrage. Pas capable d'aller chercher des ballons très haut, il mise sur son timing pour prendre le dessus sur son défenseur et s'imposer de la tête. Par sa résistance au duel avec les défenseurs, il use son adversaire et parvient souvent à créer le déséquilibre potentiellement fatal en fin de périodes.
Avant-centre de formation, Andreï s'épanouit quand il se trouve en position axiale. Plus il se rapproche du but, plus son sens du jeu se développe. Renard des surfaces, il possède la faculté de jaillir et d'anticiper les centres et ballons de ses partenaires. Un rôle spécifique qui limite un peu son jeu en fonction des événements. Plus leader sur le terrain qu'en dehors, il possède cependant la force morale du compétiteur-né et une farouche volonté de réussir.

## Carrière d'entraîneur

### Équipe nationale d'Ukraine
En février 2016, Andriy Chevtchenko devient l'entraîneur adjoint de Mykhailo Fomenko, alors sélectionneur de l'équipe nationale d'Ukraine. En juillet de la même année, il devient sélectionneur de l'Ukraine.
Après cinq ans à la tête de la sélection ukrainienne et un quarts de finale au Championnat d'Europe de football 2020, il annonce début août 2021 qu'il quitte son poste de sélectionneur de l'Équipe nationale d'Ukraine.

### Genoa CFC
Le 7 novembre 2021, il devient le nouvel entraîneur du Genoa CFC.
Le 15 janvier 2022, il est licencié de son poste après 7 défaites en 10 matchs.

## Statistiques

### Générales
Ce tableau présente les statistiques en carrière de joueur d'Andreï Chevtchenko :
| Saison                | Club                  | Championnat           | Championnat | Championnat | Championnat | Coupe(s) nationale(s) | Coupe(s) nationale(s) | Coupe(s) nationale(s) | Supercoupe | Supercoupe | Supercoupe | Compétition(s) continentale(s) | Compétition(s) continentale(s) | Compétition(s) continentale(s) | Compétition(s) continentale(s) | Supercoupe UEFA | Supercoupe UEFA | Supercoupe UEFA | Ukraine | Ukraine | Ukraine | Total | Total | Total |
| Saison                | Club                  | Division              | M.          | B.          | P.d.        | M.                    | B.                    | P.d.                  | M.         | B.         | P.d.       | Comp.                          | M.                             | B.                             | P.d.                           | M.              | B.              | P.d.            | M.      | B.      | P.d.    | M.    | B.    | P.d.  |
| 1994-1995             | Dynamo Kiev           | D1                    | 17          | 1           | -           | 4                     | 1                     | -                     | -          | -          | -          | C1                             | 2                              | 1                              | 0                              | -               | -               | -               | 2       | 0       | 0       | 25    | 3     | 0     |
| 1995-1996             | Dynamo Kiev           | D1                    | 31          | 16          | -           | 10                    | 6                     | -                     | -          | -          | -          | C1                             | 2                              | 2                              | 0                              | -               | -               | -               | 2       | 1       | 0       | 45    | 25    | 0     |
| 1996-1997             | Dynamo Kiev           | D1                    | 20          | 6           | -           | -                     | -                     | -                     | -          | -          | -          | -                              | -                              | -                              | -                              | -               | -               | -               | 6       | 2       | 0       | 26    | 8     | 0     |
| 1997-1998             | Dynamo Kiev           | D1                    | 23          | 19          | -           | 8                     | 8                     | -                     | -          | -          | -          | C1                             | 10                             | 6                              | 2                              | -               | -               | -               | 4       | 3       | 0       | 45    | 36    | 2     |
| 1998-1999             | Dynamo Kiev           | D1                    | 26          | 18          | -           | 4                     | 5                     | -                     | -          | -          | -          | C1                             | 14                             | 10                             | 0                              | -               | -               | -               | 8       | 1       | 1       | 52    | 34    | 1     |
| Sous-total            | Sous-total            | Sous-total            | 117         | 60          | -           | 26                    | 20                    | -                     | -          | -          | -          | -                              | 28                             | 19                             | 2                              | -               | -               | -               | 22      | 7       | 1       | 193   | 106   | 3     |
| 1999-2000             | AC Milan              | Serie A               | 32          | 24          | 3           | 4                     | 4                     | 1                     | 1          | 0          | 0          | C1                             | 6                              | 1                              | 3                              | -               | -               | -               | 7       | 3       | 0       | 50    | 32    | 7     |
| 2000-2001             | AC Milan              | Serie A               | 34          | 24          | 4           | 3                     | 1                     | 1                     | -          | -          | -          | C1                             | 14                             | 9                              | 0                              | -               | -               | -               | 7       | 5       | 0       | 58    | 39    | 5     |
| 2001-2002             | AC Milan              | Serie A               | 29          | 14          | 3           | 3                     | 0                     | 0                     | -          | -          | -          | C3                             | 6                              | 3                              | 2                              | -               | -               | -               | 6       | 5       | 0       | 44    | 22    | 5     |
| 2002-2003             | AC Milan              | Serie A               | 24          | 5           | 1           | 4                     | 1                     | 0                     | -          | -          | -          | C1                             | 10                             | 4                              | 1                              | -               | -               | -               | 6       | 1       | 1       | 44    | 11    | 3     |
| 2003-2004             | AC Milan              | Serie A               | 32          | 24          | 3           | 1                     | 0                     | 0                     | 1          | 0          | 0          | C1                             | 9                              | 4                              | 1                              | 1               | 1               | 0               | 4       | 1       | 0       | 48    | 30    | 4     |
| 2004-2005             | AC Milan              | Serie A               | 29          | 17          | 6           | -                     | -                     | -                     | 1          | 3          | 0          | C1                             | 10                             | 6                              | 2                              | -               | -               | -               | 8       | 5       | 0       | 48    | 31    | 8     |
| 2005-2006             | AC Milan              | Serie A               | 28          | 19          | 7           | -                     | -                     | -                     | -          | -          | -          | C1                             | 12                             | 9                              | 3                              | -               | -               | -               | 9       | 4       | 2       | 49    | 32    | 12    |
| Sous-total            | Sous-total            | Sous-total            | 208         | 127         | 27          | 15                    | 6                     | 2                     | 3          | 3          | 0          | -                              | 67                             | 36                             | 12                             | 1               | 1               | 0               | 47      | 27      | 3       | 341   | 200   | 44    |
| 2006-2007             | Chelsea FC            | Premier League        | 30          | 4           | 7           | 10                    | 6                     | 2                     | 1          | 1          | 0          | C1                             | 10                             | 3                              | 1                              | -               | -               | -               | 4       | 2       | 0       | 55    | 16    | 10    |
| 2007-2008             | Chelsea FC            | Premier League        | 17          | 5           | 1           | 3                     | 2                     | 0                     | -          | -          | -          | C1                             | 5                              | 1                              | 0                              | -               | -               | -               | 8       | 4       | 0       | 33    | 12    | 1     |
| 2009-2010             | Chelsea FC            | Premier League        | 1           | 0           | 0           | -                     | -                     | -                     | -          | -          | -          | -                              | -                              | -                              | -                              | -               | -               | -               | -       | -       | -       | 1     | 0     | 0     |
| Sous-total            | Sous-total            | Sous-total            | 48          | 9           | 8           | 13                    | 8                     | 2                     | 1          | 1          | 0          | -                              | 15                             | 4                              | 1                              | -               | -               | -               | 12      | 6       | 0       | 89    | 28    | 11    |
| 2008-2009             | AC Milan (prêt)       | Serie A               | 18          | 0           | 1           | 1                     | 1                     | 0                     | -          | -          | -          | C3                             | 7                              | 1                              | 3                              | -               | -               | -               | 6       | 4       | 0       | 32    | 6     | 4     |
| Sous-total            | Sous-total            | Sous-total            | 18          | 0           | 1           | 1                     | 1                     | 0                     | -          | -          | -          | -                              | 7                              | 1                              | 3                              | -               | -               | -               | 6       | 4       | 0       | 32    | 6     | 4     |
| 2009-2010             | Dynamo Kiev           | D1                    | 21          | 7           | 6           | 2                     | 0                     | 0                     | -          | -          | -          | C1                             | 6                              | 1                              | 2                              | -               | -               | -               | 9       | 4       | 2       | 38    | 12    | 10    |
| 2010-2011             | Dynamo Kiev           | D1                    | 18          | 10          | 2           | 2                     | 1                     | 0                     | -          | -          | -          | C1                             | 12                             | 5                              | 5                              | -               | -               | -               | 5       | 0       | 1       | 37    | 16    | 8     |
| 2011-2012             | Dynamo Kiev           | D1                    | 16          | 6           | 3           | 1                     | 0                     | 0                     | -          | -          | -          | C1                             | 5                              | 0                              | 0                              | -               | -               | -               | 10      | 3       | 2       | 32    | 9     | 5     |
| Sous-total            | Sous-total            | Sous-total            | 55          | 23          | 11          | 5                     | 1                     | 0                     | -          | -          | -          | -                              | 23                             | 6                              | 7                              | -               | -               | -               | 24      | 7       | 5       | 107   | 37    | 23    |
| Total sur la carrière | Total sur la carrière | Total sur la carrière | 446         | 219         | 47          | 60                    | 36                    | 4                     | 4          | 4          | 0          | -                              | 142                            | 66                             | 25                             | 1               | 1               | 0               | 111     | 48      | 9       | 764   | 374   | 85    |

### Détails des buts en sélection
| Buts en sélection de Andriy Chevtchenko | Buts en sélection de Andriy Chevtchenko | Buts en sélection de Andriy Chevtchenko | Buts en sélection de Andriy Chevtchenko | Buts en sélection de Andriy Chevtchenko | Buts en sélection de Andriy Chevtchenko | Buts en sélection de Andriy Chevtchenko | Buts en sélection de Andriy Chevtchenko | Buts en sélection de Andriy Chevtchenko |
| #                                       | Date                                    | Lieu                                    | Domicile                                | Extérieur                               | Score                                   | Résultats                               | Sélection                               | Compétitions                            |
| --------------------------------------- | --------------------------------------- | --------------------------------------- | --------------------------------------- | --------------------------------------- | --------------------------------------- | --------------------------------------- | --------------------------------------- | --------------------------------------- |
| 1.                                      | 1er mai 1996                            | Samsun, Turquie                         | Turquie                                 | Ukraine                                 | 1-1                                     | 2-3                                     | 4e                                      | Match amical                            |
| 2.                                      | 2 avril 1997                            | Kiev, Ukraine                           | Ukraine                                 | Irlande du Nord                         | 2-1                                     | 2-1                                     | 7e                                      | Éliminatoires de la coupe du monde 1998 |
| 3.                                      | 7 mai 1997                              | Kiev, Ukraine                           | Ukraine                                 | Arménie                                 | 1-0                                     | 1-1                                     | 9e                                      | Éliminatoires de la coupe du monde 1998 |
| 4.                                      | 11 octobre 1997                         | Erevan, Arménie                         | Arménie                                 | Ukraine                                 | 1-0                                     | 2-0                                     | 12e                                     | Éliminatoires de la coupe du monde 1998 |
| 5.                                      | 15 novembre 1997                        | Kiev, Ukraine                           | Ukraine                                 | Croatie                                 | 1-0                                     | 1-1                                     | 13e                                     | Barrages de la Coupe du monde 1998      |
| 6.                                      | 15 juillet 1998                         | Kiev, Ukraine                           | Ukraine                                 | Pologne                                 | 1-2                                     | 1-2                                     | 14e                                     | Match amical                            |
| 7.                                      | 9 octobre 1999                          | Moscou, Russie                          | Russie                                  | Ukraine                                 | 1-1                                     | 1-1                                     | 25e                                     | Éliminatoires Euro 2000                 |
| 8.                                      | 13 novembre 1999                        | Ljubljana, Slovénie                     | Slovénie                                | Ukraine                                 | 0-1                                     | 1-2                                     | 26e                                     | Barrages Euro 2000                      |
| 9.                                      | 26 avril 2000                           | Sofia, Bulgarie                         | Bulgarie                                | Ukraine                                 | 1-0                                     | 1-0                                     | 28e                                     | Match amical                            |
| 10.                                     | 2 septembre 2000                        | Kiev, Ukraine                           | Ukraine                                 | Pologne                                 | 1-1                                     | 1-3                                     | 30e                                     | Éliminatoires de la Coupe du monde 2002 |
| 11.                                     | 7 octobre 2000                          | Erevan, Arménie                         | Arménie                                 | Ukraine                                 | 1-2                                     | 3-2                                     | 31e                                     | Éliminatoires de la Coupe du monde 2002 |
| 12.                                     | 7 octobre 2000                          | Erevan, Arménie                         | Arménie                                 | Ukraine                                 | 3-2                                     | 3-2                                     | 31e                                     | Éliminatoires de la Coupe du monde 2002 |
| 13.                                     | 11 octobre 2000                         | Oslo, Norvège                           | Norvège                                 | Ukraine                                 | 1-0                                     | 1-0                                     | 32e                                     | Éliminatoires de la Coupe du monde 2002 |
| 14.                                     | 28 mars 2001                            | Cardiff, Pays de Galles                 | Pays de Galles                          | Ukraine                                 | 1-1                                     | 1-1                                     | 34e                                     | Éliminatoires de la Coupe du monde 2002 |
| 15.                                     | 1er septembre 2001                      | Minsk, Biélorussie                      | Biélorussie                             | Ukraine                                 | 1-0                                     | 2-0                                     | 37e                                     | Éliminatoires de la Coupe du monde 2002 |
| 16.                                     | 1er septembre 2001                      | Minsk, Biélorussie                      | Biélorussie                             | Ukraine                                 | 2-0                                     | 2-0                                     | 37e                                     | Éliminatoires de la Coupe du monde 2002 |
| 17.                                     | 5 septembre 2001                        | Lviv, Ukraine                           | Ukraine                                 | Arménie                                 | 1-0                                     | 3-0                                     | 38e                                     | Éliminatoires de la Coupe du monde 2002 |
| 18.                                     | 6 octobre 2001                          | Chorzów, Pologne                        | Pologne                                 | Ukraine                                 | 1-1                                     | 1-1                                     | 39e                                     | Éliminatoires de la Coupe du monde 2002 |
| 19.                                     | 14 novembre 2001                        | Dortmund, Allemagne                     | Allemagne                               | Ukraine                                 | 1-4                                     | 1-4                                     | 41e                                     | Barrages de la Coupe du monde 2002      |
| 20.                                     | 7 juin 2003                             | Lviv, Ukraine                           | Ukraine                                 | Arménie                                 | 2-2                                     | 4-3                                     | 47e                                     | Éliminatoires Euro 2004                 |
| 21.                                     | 7 juin 2003                             | Lviv, Ukraine                           | Ukraine                                 | Arménie                                 | 3-2                                     | 4-3                                     | 47e                                     | Éliminatoires Euro 2004                 |
| 22.                                     | 10 septembre 2003                       | Elche, Espagne                          | Espagne                                 | Ukraine                                 | 2-1                                     | 1-2                                     | 50e                                     | Éliminatoires Euro 2004                 |
| 23.                                     | 9 octobre 2004                          | Kiev, Ukraine                           | Ukraine                                 | Grèce                                   | 1-0                                     | 1-1                                     | 55e                                     | Éliminatoires de la Coupe du monde 2006 |
| 24.                                     | 13 octobre 2004                         | Lviv, Ukraine                           | Ukraine                                 | Géorgie                                 | 2-0                                     | 2-0                                     | 56e                                     | Éliminatoires de la Coupe du monde 2006 |
| 25.                                     | 17 novembre 2004                        | Istanbul, Turquie                       | Turquie                                 | Ukraine                                 | 2-0                                     | 3-0                                     | 57e                                     | Éliminatoires de la Coupe du monde 2006 |
| 26.                                     | 17 novembre 2004                        | Istanbul, Turquie                       | Turquie                                 | Ukraine                                 | 3-0                                     | 3-0                                     | 57e                                     | Éliminatoires de la Coupe du monde 2006 |
| 27.                                     | 4 juin 2005                             | Kiev, Ukraine                           | Ukraine                                 | Kazakhstan                              | 1-0                                     | 3-0                                     | 59e                                     | Éliminatoires de la Coupe du monde 2006 |
| 28.                                     | 8 octobre 2005                          | Dnipropetrovsk, Ukraine                 | Ukraine                                 | Albanie                                 | 1-0                                     | 2-2                                     | 63e                                     | Éliminatoires de la Coupe du monde 2006 |
| 29.                                     | 8 juin 2006                             | Luxembourg, Luxembourg                  | Luxembourg                              | Ukraine                                 | 2-0                                     | 3-0                                     | 64e                                     | Match amical                            |
| 30.                                     | 19 juin 2006                            | Hambourg, Allemagne                     | Arabie saoudite                         | Ukraine                                 | 3-0                                     | 4-0                                     | 66e                                     | Coupe du monde 2006                     |
| 31.                                     | 23 juin 2006                            | Berlin, Allemagne                       | Tunisie                                 | Ukraine                                 | 1-0                                     | 1-0                                     | 67e                                     | Coupe du monde 2006                     |
| 32.                                     | 6 septembre 2006                        | Kiev, Ukraine                           | Ukraine                                 | Géorgie                                 | 1-0                                     | 3-2                                     | 70e                                     | Éliminatoires Euro 2008                 |
| 33.                                     | 11 octobre 2006                         | Kiev, Ukraine                           | Ukraine                                 | Écosse                                  | 2-0                                     | 2-0                                     | 71e                                     | Éliminatoires Euro 2008                 |
| 34.                                     | 12 septembre 2007                       | Kiev, Ukraine                           | Ukraine                                 | Italie                                  | 1-1                                     | 1-2                                     | 76e                                     | Éliminatoires Euro 2008                 |
| 35.                                     | 13 octobre 2007                         | Glasgow, Écosse                         | Écosse                                  | Ukraine                                 | 1-2                                     | 1-3                                     | 77e                                     | Éliminatoires Euro 2008                 |
| 36.                                     | 21 novembre 2007                        | Kiev, Ukraine                           | Ukraine                                 | France                                  | 2-2                                     | 2-2                                     | 79e                                     | Éliminatoires Euro 2008                 |
| 37.                                     | 26 mars 2008                            | Kiev, Ukraine                           | Ukraine                                 | Serbie                                  | 1-0                                     | 2-0                                     | 80e                                     | Match amical                            |
| 38.                                     | 6 septembre 2008                        | Lviv, Ukraine                           | Ukraine                                 | Biélorussie                             | 1-0                                     | 1-0                                     | 83e                                     | Éliminatoires de la Coupe du monde 2010 |
| 39.                                     | 10 septembre 2008                       | Almaty, Kazakhstan                      | Kazakhstan                              | Ukraine                                 | 2-0                                     | 3-1                                     | 84e                                     | Éliminatoires de la Coupe du monde 2010 |
| 40.                                     | 1er avril 2009                          | Londres, Angleterre                     | Angleterre                              | Ukraine                                 | 1-1                                     | 1-2                                     | 86e                                     | Éliminatoires de la Coupe du monde 2010 |
| 41.                                     | 6 juin 2009                             | Zagreb, Croatie                         | Croatie                                 | Ukraine                                 | 1-1                                     | 2-2                                     | 87e                                     | Éliminatoires de la Coupe du monde 2010 |
| 42.                                     | 5 septembre 2009                        | Kiev, Ukraine                           | Ukraine                                 | Andorre                                 | 3-0                                     | 5-0                                     | 89e                                     | Éliminatoires de la Coupe du monde 2010 |
| 43.                                     | 14 octobre 2009                         | Andorre-la-Vieille, Andorra             | Andorre                                 | Ukraine                                 | 1-0                                     | 6-0                                     | 92e                                     | Éliminatoires de la Coupe du monde 2010 |
| 44.                                     | 25 mai 2010                             | Kharkiv, Ukraine                        | Ukraine                                 | Lituanie                                | 3-0                                     | 4-0                                     | 95e                                     | Match amical                            |
| 45.                                     | 25 mai 2010                             | Kharkiv, Ukraine                        | Ukraine                                 | Lituanie                                | 4-0                                     | 4-0                                     | 95e                                     | Match amical                            |
| 46.                                     | 7 octobre 2011                          | Kiev, Ukraine                           | Ukraine                                 | Bulgarie                                | 2-0                                     | 3-0                                     | 103e                                    | Match amical                            |
| 47.                                     | 11 juin 2012                            | Kiev, Ukraine                           | Ukraine                                 | Suède                                   | 1-1                                     | 2-1                                     | 109e                                    | Euro 2012                               |
| 48.                                     | 11 juin 2012                            | Kiev, Ukraine                           | Ukraine                                 | Suède                                   | 2-1                                     | 2-1                                     | 109e                                    | Euro 2012                               |

| Compétition                  | Sél. | Buts | Ratio |
| ---------------------------- | ---- | ---- | ----- |
| Coupe du monde               | 5    | 2    | 0,4   |
| Éliminatoires Coupe du monde | 40   | 26   | 0,65  |
| Championnat d'Europe         | 3    | 2    | 0,667 |
| Éliminatoires Euro           | 26   | 10   | 0,384 |
| Matchs amicaux               | 37   | 8    | 0,216 |
| Total                        | 111  | 48   | 0,432 |

| Sélection | Total      | Total     | Total | Total    |
| Sélection | Sélections | Victoires | Nuls  | Défaites |
| --------- | ---------- | --------- | ----- | -------- |
| Ukraine   | 111        | 46        | 36    | 29       |

## Palmarès

### En club

#### Dynamo Kiev
- Champion d'Ukraine en 1995, 1996, 1997, 1998 et 1999
- Vainqueur de la Coupe d'Ukraine en 1996, 1998 et 1999
- Vainqueur de la Coupe de la CEI en 1996, 1997 et 1998
- Vainqueur de la Supercoupe d'Ukraine en 2011
- Finaliste de la Coupe de la CEI en 1999
- Finaliste de la Coupe d'Ukraine en 2011

#### Milan AC
- Vainqueur de la Supercoupe d'Europe en 2003
- Vainqueur de la Ligue des Champions en 2003
- Champion d'Italie en 2004 avec le Milan AC
- Vainqueur de la Coupe d'Italie en 2003
- Vainqueur de la Supercoupe d'Italie en 2004
- Finaliste de la Coupe Intercontinentale en 2003
- Finaliste de la Ligue des Champions en 2005
- Finaliste de la Supercoupe d'Italie en 2003

#### Chelsea FC
- Vainqueur de la Coupe d'Angleterre en 2007
- Vainqueur de la Coupe de la Ligue anglaise en 2007
- Finaliste de la Ligue des Champions en 2008

### Distinctions individuelles
- Élu Ballon d'Or en 2004
- Élu 3e au Ballon d'Or en 1999 et en 2000
- Élu 3e meilleur footballeur de l'année FIFA en 2004
- Nommé au FIFA 100 en 2004.
- Golden Foot en 2005
- Élu footballeur ukrainien de l'année (en) en 1997, en 1999, en 2000, en 2001, en 2004 et en 2005
- Élu meilleur sportif ukrainien en 1999
- Meilleur buteur du championnat d'Ukraine en 1999 (18 buts) avec le Dynamo Kiev
- Meilleur buteur de la coupe d'Ukraine en 1995 (6 buts) et en 1998 (8 buts) avec le Dynamo Kiev
- Meilleur buteur de Serie A en 2000 (24 buts) et en 2004 (24 buts) avec le Milan AC
- Meilleur buteur de la Ligue des champions en 1999 (8 buts) avec le Dynamo Kiev et en 2006 (9 buts) avec le Milan AC
- Meilleur buteur de la zone Europe des éliminatoires de la Coupe du monde 2002 (10 buts)
- Élu meilleur joueur étranger de Serie A en 2000 avec le Milan AC
- Élu meilleur joueur du Championnat d'Ukraine en 1997 avec le Dynamo Kiev
- But de l'année de Serie A en 2004[26].
- Élu meilleur joueur de la CEI et des Pays baltes selon le journal russe Sport-Express en 2004 et en 2005
- Élu Meilleur attaquant de l'année UEFA en 1999 avec le Dynamo Kiev
- Membre de l'équipe-type de l'année UEFA en 2004 et en 2005
- Membre de l'équipe-type de l'European Sports Magazines (en) en 2000, en 2004 et en 2005.
- Membre de l'équipe-type mondial en 2004 et en 2005 selon le journal L'Équipe[27],[28].
- Membre de l'équipe-type de FIFPro World XI en 2005.
- Membre du temple de la renommée de l'AC Milan[29].
- Récompense UEFA pour avoir atteint les 100 sélections avec l'Ukraine[30].
- Trophée homme du match lors de la Supercoupe d'Europe en 2003 VS  Porto
- Trophée homme du match de l'Euro 2012 Vs la Suède.
- Titré Héros d'Ukraine et légende nationale d'Ukraine.

### Records personnels
- 2e Meilleur buteur de l'histoire de  l'AC Milan avec 175 buts derrière Gunnar Nordahl. (221 buts)
- 2e Meilleur buteur de l'histoire de  l'AC Milan en Serie A avec 127 buts derrière Gunnar Nordahl (210 buts).
- Meilleur buteur de l'histoire du AC Milan en Ligue des champions (29 buts) avec Filippo Inzaghi.
- 2e Meilleur buteur de l'histoire de l'AC Milan en Coupe d'Europe avec 38 buts derrière Filippo Inzaghi. (41 buts).
- 5e Meilleur buteur de l'histoire du Dynamo Kiev avec 124 buts.
- Meilleur buteur ukrainien de l'histoire (374 buts).
- Meilleur buteur de l'histoire de l'Équipe d'Ukraine de football (48 buts).
- Meilleur buteur de l'histoire du Derby de la Madonnina avec 14 buts en 20 matchs.
- 3e Meilleur buteur de l'histoire des éliminatoires de la Coupe du monde avec 26 buts derrière Ali Daei (35 buts) et Cristiano Ronaldo (30 buts).
- 2e joueur le plus capé de l'histoire de l'Équipe d'Ukraine de football  avec 111 sélections derrière Anatoliy Tymoshchuk (144 matches).
- 2e joueur le plus âgé de l'histoire d'un Euro à 35 ans et 256 jours après Ivica Vastic (38 ans et 257 jours) à avoir inscrit un but dans cette compétition.

## Vie personnelle

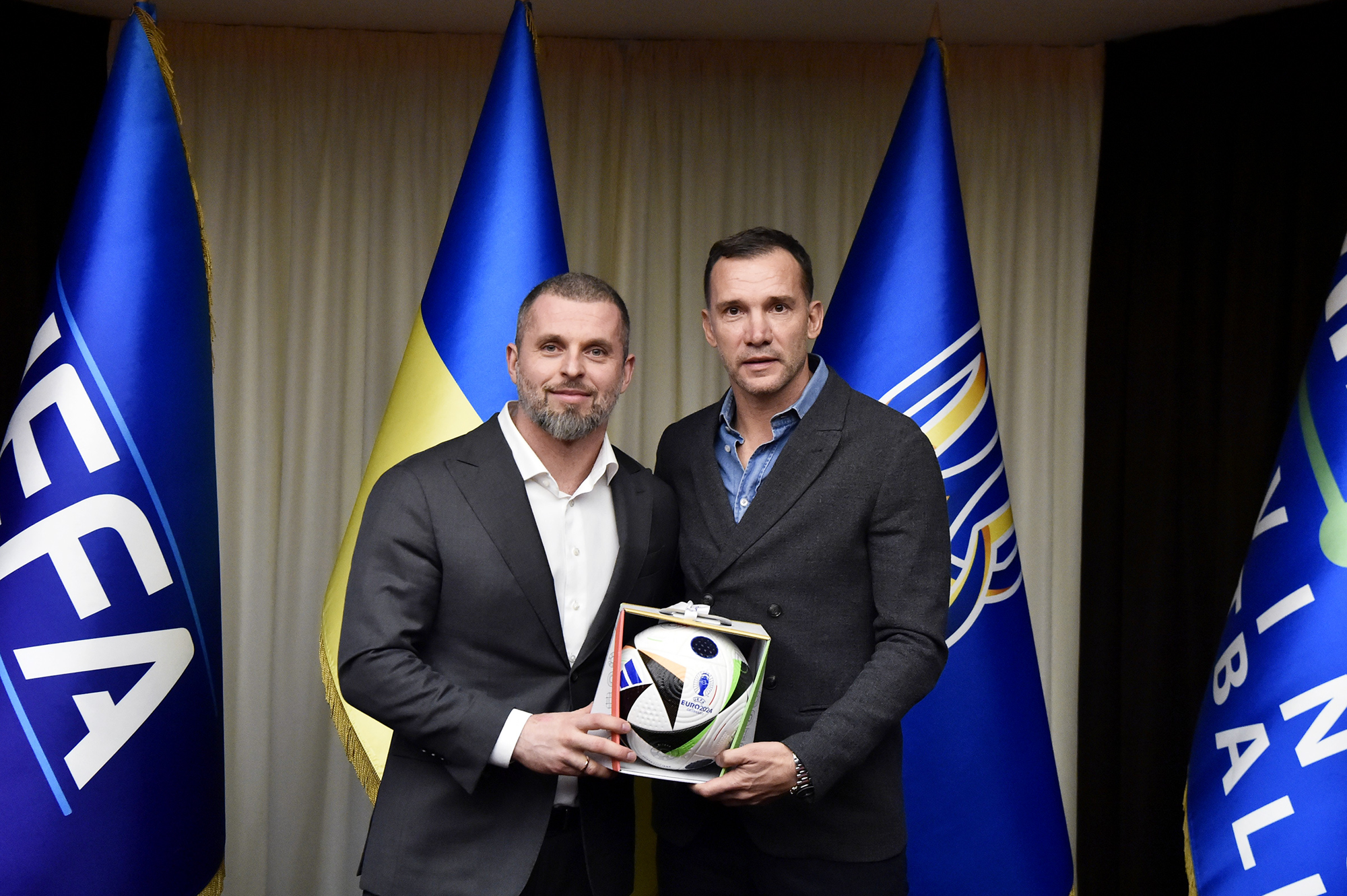
Président de l'Association ukrainienne de football avec le ministre de le Jeunesse et des sports Matvii Bidnyi.

Andriy Chevtchenko s'est marié en juillet 2004 avec Kristen Pazik, un mannequin américaine, lors d'une cérémonie privée à Potomac dans le Maryland. Le couple a quatre garçons :  Jordan né le 29 octobre 2004, Christian, né le 10 novembre 2006, Alexander, né le 1er octobre 2012 et Rider Gabriel, né le 6 avril 2014.[réf. nécessaire]